# Correccional de mujeres
Pour plus de détails, voir Fiche technique et Distribution.
Correccional de mujeres (aussi connu sous le titre Operación Chabomba) est un thriller policier érotique argentin sorti le 17 avril 1986, réalisé par Emilio Vieyra. Ce fut le dernier film auquel participa Thelma Stefani, qui se suicida deux semaines plus tard.

## Synopsis
Quatre filles (Laura, Elizabeth, Alicia et Martha) sont condamnées et emmenées dans une prison pour femmes, où elles sont maltraitées. Quand on trouve Martha pendue dans les toilettes, la direction de le prison conclut au meurtre, ce qui réclame l'intervention d'un fonctionnaire. Les filles profitent de la venue du fonctionnaire pour fomenter une émeute, au cours de laquelle Elizabeth parvient à s'échapper. Les autres sont transférées vers un centre de haute sécurité. Pendant le transfert, le fourgon est attaqué et les filles sont amenées à un club où elles sont forcées à se prostituer, le responsable du club étant celui qui a organisé l'attaque du fourgon. Laura parvient à s'échapper, dénonçant avec Elizabeth le réseau de drogue et de traite des êtres humains qui est de mèche avec la prison.

## Fiche technique
- Titre espagnol : Correccional de mujeres
- Genre : policier, érotique
- Réalisateur : Emilio Vieyra
- Assistants du réalisateur : Andrés Boretta, Gustavo Cova, Emilio Borett
- Production : Fernando Molina, María Elena Armentano pour G.A.G. Productions
- Scénario : Juan Carlos Vezzulla, Emilio Vieyra
- Son : Juan Schiavo, Daniel Castronuovo
- Musique : Luis María Serra
- Photographie : Pedro Marzialetti
- Montage : Haydee Boretta, Raúl Dell'Oro, Oscar Esparza
- Effets spéciaux : Tom Cundom

## Distribution
- Julio de Grazia (es) : Francisco
- Edda Bustamante : Laura Rigueira
- Erika Wallner : chef des narcotrafiquants
- Tony Vilas (es) : Raúl
- Thelma Stefani : Dolores
- Rubén Stella (es) : Lucas Perego
- Mónica Villa (es) : Lucila Expósito
- Adrián Martel (es) : époux de Laura
- Rodolfo Machado (es) : avocat
- Vicky Olivares : Martha Rigal
- Silvia Peyrou (es) : Elizabeth Rivas
- Carlos Mena (es) : sous-directeur
- Mercedes Alonso (es) : Alicia Gracelli
- Ana María Casó (es) : chef des gardes
- Rogelio Romano (es) : délinquant
- Nelly Tesolín : garde
- Susana Cart : garde
- Susana Fachal : épouse de l'avocat
- Mauricio Dayub (es) : policier
- María Fournery
- José Andrada (es)
- Giancarlo Arena
- Enrique Otranto
- Alfredo Lepore
- Tatave Moulin
- Mara Kano
- Susan Francis
- Rubén Bermúdez
- Malú Rodríguez
- Rodolfo Salinas
- Adrián Beiró
- Andile Marlene
- Linda Guzmán
- María Saget
- Bettina Vardé
- Arturo Noal
- Pablo Rondeau
- Mirta Pedretti

## Écho dans la culture populaire
Le film est mentionné dans la chanson Caminando por el microcentro (Edda) du groupe Attaque 77.